# 新绰源站
新绰源站，位于中华人民共和国内蒙古自治区呼伦贝尔市牙克石市绰河源镇，是博林铁路上的火车站，建于1943年，由哈尔滨铁路局管辖。

## 歷史
- 建于1943年。

## 外部連結
- 中国铁路客户服务中心 （页面存档备份，存于）